# 熱尼什基夫齊
49°5′57″N 27°22′41″E / 49.09917°N 27.37806°E
熱尼什基夫齊（烏克蘭語：Женишківці）是位於烏克蘭西部的村莊，由赫梅利尼茨基州裡赫梅利尼茨基區的溫基夫齊市鎮負責管轄。該村始建於十五世紀，面積5.74平方公里，海拔高度325米，2001年人口1,366，人口密度每平方公里237.9人。